# I Muvrini
I Muvrini és un grup cors de música tradicional que canta en cors.

## Història
El grup fou fundat el 1979 pels germans Jean-François Bernardini i Alain Bernardini, que havien nascut al poble de Tagliu-Isulacciu, al nord de Còrsega.
Els germans Bernardini foren introduïts a la música tradicional corsa de ben petits per llur pare, Ghjuliu, que era un conegut poeta i cantant. Enregistraren llur primer single amb llur pare en col·laboració amb el grup Canta u Populu Corsu. Ghjuliu Bernardini morí el desembre de 1977 i el primer disc de I Muvrini, I Muvrini … ti ringrazianu, que es publicà el 1979, el dedicaren a la memòria de llur pare.
El 2000, I Muvrini enregistrà amb Sting la seva cançó més coneguda, "Terre d'Oru" (Terres d'or).
Als Països Catalans, són coneguts per les col·laboracions amb Lluís Llach, amb qui enregistraren la cançó Vo lu mondu i també per la portada del seu disc Umani, obra d'Antoni Tàpies.
A través de la seva carrera, sempre han promogut la llengua i cultura corses, i han funcionat com a catalitzadors del procés nacionalista musical de Còrsega.

## Components
- Jean François Bernardini - veus
- Alain Bernardini - veus
- Stéphane Mangiantini - veus
- Martin Vadella - veus
- Jean Bernard Rongiconi - guitarra
- Alain Bonnin - sintetitzador i piano
- Loic Taillebrest - cornamusa
- Gilles Chabenat - viola de roda
- César Anot - baix i veus
- Roger Biwandu - percussió

## Discografia seleccionada

### Discs d'estudi
- 1986 - Lacrime
- 1987 - A l'encre rouge
- 1988 - Pe l'amore di tè
- 1989 - Quorum
- 1991 - A voce rivolta
- 1993 - Noi
- 1995 - Curagiu
- 1998 - Leia
- 2000 - Pulifunie
- 2000 - A strada
- 2002 - Umani
- 2005 - Alma
- 2007 - I Muvrini et les 500 choristes
- 2010 - Gioia
- 2012 - Imaginà
- 2015 - Invicta

### Recopilacions
- 1998 - Sò

### Discs en directe
- 1990 - In core
- 1994 - Zenith 93
- 1996 - Bercy 96
- 2006 - ALMA 2005